# Casta
Il termine casta individua gruppi sociali che costituiscono una gerarchia rigida in alcune società. In società di questo tipo, per un individuo appartenente a una casta è impossibile entrare a far parte di una casta diversa, in particolare se di rango più alto.
Il concetto di casta si riferisce originariamente alla società indiana orientale, ma è utilizzato per estensione anche in altri contesti e in senso improprio anche per riferirsi a qualsiasi gruppo sociale chiuso, anche in società che non sono ufficialmente divise in caste.
«Presso gli Indiani non si conosce la parola popolo, perché non vi sono che caste, ciascuno delle quali ha funzioni civili sue proprie. Ogni uomo nasce, muore nella casta in cui fu posto da natura, e il solo pensiero di cangiarla è un delitto. (...) Le caste nell'India sono cinque: dei bramini o sacerdoti, dei guerrieri, dei waisyas o artieri e mercanti, dei sudra o agricoltori, e dei paria; l'ultima è la disprezzata e impura casta dei paria, la scoria del genere umano».

## Etimologia
La parola "casta", che si avvicina anche all'italiano "casto" e all'inglese cast (usato verbalmente per riferirsi a una "sorta"), venne usata per definire la stratificazione sociale realizzatasi nell'America Latina sotto il dominio degli imperi coloniali di Spagna e Portogallo.
Anche nel loro dominio di Goa, in India, durante il periodo coloniale, i portoghesi utilizzavano i termini seguenti per etichettare gli abitanti dell'enclave:
- i reinols, funzionari nati in Portogallo e inviati in India;
- i castiços, portoghesi nati in India da genitori portoghesi;
- i mestiços, i meticci indo-portoghesi;
- i canarins, gli indiani che rifiutavano con fierezza di essere assimilati ai mestiços e che i portoghesi qualificavano come casta, «quelli dal sangue puro».

Il termine "casta" venne poi esteso anche alla suddivisione della società dell'India, il sistema dei varṇa.

### Corea del Nord
Le classi sociali della Corea del Nord sono suddivise in cinque livelli detti Songbun, che vanno da una piccola casta di élite fino alle classi discriminate dei livelli più bassi, secondo un nuovo rapporto rilasciato da NK News. La struttura sociale in Corea del Nord ancora non era conosciuta, e l'articolo riesce a gettare uno sguardo raro all'interno dei segreti della nazione.
La base delle caste sociali in cui si trovano i nordcoreani risalgono alla guerra di Corea (1950-1953) e al periodo coloniale giapponese del 1910-1945. Il sistema delle caste è stato messo in atto dal fondatore dello stato comunista, Kim Il-sung la cui famiglia è al potere dall'armistizio firmato nel 1953. Nel sistema lo status del cittadino è determinato dalla discendenza paterna, dagli incarichi ricoperti nel corso della guerra e alle azioni intraprese durante il periodo coloniale e bellico.
I nomi delle caste, dalla più alta alla più bassa, sono: speciale, nucleare, base, complessa e ostile.
Speciale è una casta rara in cui nascere, permette una vita in cui si viene introdotti ad altre persone importanti e si viene trattati con rispetto.
Dietro la speciale, la nucleare è la casta più comune in cui nascere ed è anche la più grande.
Dietro la classe nucleare incomincia la discriminazione di casta. Quelli della casta base possono lavorare, anche se sono discriminati.
Quelli delle caste complesse e ostili affrontano invece gravi discriminazioni.

### Giappone
Nella storia del Giappone, la stratificazione sociale era basata sui diritti ereditari, secondo uno schema rigido e altamente formalizzato. All'apice figurato l'Imperatore e i nobili di corte (Kuge), insieme con il comandante dell'esercito (Shōgun) e il Daimyō. Sotto di loro, la popolazione era divisa in quattro classi, in un sistema noto come mibunsei (身分制). Le quattro classi sono: samurai, contadini, artigiani e mercanti. Solo la classe dei samurai aveva il diritto di portare le armi. I samurai avevano anche il diritto di uccidere ogni contadino, artigiano o mercante, qualora ritenessero di essere stati offesi da questi. I mercanti erano considerati come la classe più bassa, poiché non producevano alcun prodotto. Le caste erano ulteriormente suddivise: ad esempio, la casta dei contadini era suddivisa in furiouri, tanagari, mizunomi-byakusho, tra le altre. Le caste e le sottocaste, come in Europa, erano accomunate dalla stessa etnia, religione e cultura. Era teoricamente possibile un passaggio da una casta all'altra, attraverso un matrimonio, ma la pratica era difficile e poco diffusa. Sono state eliminate nel 1871. Esisteva poi la casta degli intoccabili burakumin ( 部落 民) detta in epoca feudale degli eta o hinin, che svolgevano nel sistema feudale i lavori "contaminanti" (macellaio, becchino, conciatore, addetto alla pulizia delle fognature, ma anche, in alcuni periodi, attore, prostituta, saltimbanco, vagabondo, ladro, criminale, bandito, tatuatore, ecc., oppure persone che semplicemente svolgevano attività al di fuori del normale circuito economico feudale). Questi individui dovevano vivere in comunità separate (da qui l'etimologia del termine burakumin ovvero "gente del villaggio") e molti dei loro discendenti abitano ancora in queste comunità o quartieri chiusi, e spesso molto poco integrati ancora oggi nella città. Ad esempio il quartiere burakumin di Tokyo fu l'ultimo, a fine anni venti, a essere attraversato da una linea di tram. La presenza di questa casta discriminata era molto più forte in alcune zone del Giappone rispetto che ad altre (per esempio nelle prefetture di Fukuoka, Hiroshima, Kochi e nella regione del Kansai) e, differenza delle altre caste, la discriminazione e lo stigma sociale verso questo gruppo non si attenuò dopo il 1871, se non molto lentamente, soprattutto grazie alla possibilità (ribadita dalla legge anche in anni recenti, come nel 1976 e nel 1985) di nascondere le proprie origini burakumin, rendendo, tra l'altro, illegale raccogliere informazioni in tal senso per impedire un matrimonio "misto". Il numero dei burakumin ancora discriminati è oggetto di controversie ma comunque in diminuzione, a fronte di una stima demografica di circa 3-4 milioni di individui di origine eta, solo 900.000 persone circa (abitanti in 4.533 villaggi) erano censiti come burakumin a metà anni '90 del XX secolo. Alcune professioni sono però ancora più facilmente collegate a questa casta (come quella di becchino, tuttora oggetto di alcuni tabù culturali in ampie aree del Giappone), mentre alcuni clan della yakuza si sono sviluppati da questa casta.

### India
Il termine (XVI secolo) deriva dal portoghese lignaggio, razza e si riferiva al complesso sistema sviluppato in India con l'induismo.
Chi nasce in una determinata casta non può uscirne ed è costretto da adulto a fare lo stesso lavoro del padre. La casta è un sistema di stratificazione gerarchica della società. Le caste influiscono anche sulla suddivisione del lavoro, diversificando quindi lo stato sociale di ogni cultura. Le caste sono molto relazionate alla religione, che si trasformò in uno strumento di controllo sociale, tuttora potente in India. Il sistema delle caste trovò una giustificazione religiosa nel primo dei testi sacri dell'induismo, il Ṛgveda, e fu poi riaffermato nella Bhagavadgītā. Le caste ebbero origine da Puruṣa, il primordiale 'Essere cosmico", secondo un inno del Rig Veda (Puruṣa-sukta, X 90) e la loro nascita è menzionata anche dal Manusmṛti (Leggi di Manu; I,31) per il quale le caste si generarono dal dio Brahmā. Le quattro classi vennero fuori rispettivamente dalla bocca, dalle braccia, dalle cosce e dai piedi di Puruṣa. Nel Codice di Manu l'origine delle caste viene attribuita al dio Brahma secondo lo stesso schema. Le funzioni delle caste appaiono classificate nelle Leggi di Manu: "Egli (il Creatore) ha dato ai Brāhmaṇa l'insegnamento e lo studio sacri, la celebrazione dei sacrifici per sé stessi e per gli altri, il privilegio di dare e di ricevere. La protezione del popolo, il dono, l'offerta e lo studio sacri, la dominazione dei sensi, ciò è quanto è toccato al Kṣatriya. La protezione del bestiame, il dono, l'offerta e lo studio sacri, il commercio, il prestito e il lavoro della terra appartengono al Vaiśya. Quanto al Sūdra, il solo compito fissatogli dal Sovrano Signore è di servire le caste precedenti senza recar loro oltraggio".
Inizialmente le caste erano quattro, nel seguente ordine decrescente: brahmani (i sacerdoti), kshatriya (il re, i nobili e i guerrieri), vaishya (gli agricoltori e i mercanti) e shudra (i servi); ma con l'emergere di nuove attività e gruppi sociali il sistema subì un'evoluzione e si sviluppò una serie di sottocaste o jāti. In effetti, in italiano si usa la parola "casta" sia per tradurre il sanscrito varṇa (le quattro grandi suddivisioni della società indiana) sia per tradurre il sanscrito jāti (le migliaia di comunità endogame caratterizzate da regole proprie).
Il concetto di "purezza rituale" portò alla stigmatizzazione dei fuori-casta, gli "intoccabili", il cui lavoro veniva considerato impuro. Ogni casta ha il proprio dharma, ossia una serie di doveri da compiere. Si tratta per lo più di preghiere, di servizio nei confronti della comunità, di dominio delle proprie passioni. Secondo le dottrine induiste, la casta nella quale un individuo nasce è il risultato delle sue azioni in una vita precedente. In questa visione le ineguaglianze fra gli uomini sono quindi la conseguenza di azioni nelle vite passate, e hanno del resto un valore provvisorio: valgono cioè fino alla morte dell'individuo e alla sua successiva reincarnazione. I paria: sono i fuori casta detti anche gli intoccabili in quanto chi li sfiora anche solo accidentalmente deve immediatamente andare a purificarsi; a essi sono comunemente riservati lavori umili quali la pulizia delle strade.
Se il buddhismo, il giainismo, il sikhismo e l'Islam rappresentano forme di ribellione al sistema delle caste, anche all'interno dell'induismo vari personaggi vi si opposero nel corso dei secoli.
Dopo l'indipendenza, la nuova Costituzione indiana ha accolto i principi di un sistema laico ed egualitario e sono state promulgate leggi e iniziative per favorire l'integrazione degli intoccabili. All'erosione del sistema, tuttavia, hanno contribuito soprattutto la modernizzazione e l'emergere di una classe media urbana, il cui status è definito in base alla riuscita economica, piuttosto che all'appartenenza a una casta sociale. Ciononostante, gli intoccabili continuano a vivere in condizioni di miseria e molte antiche usanze sono ancora radicate.

### Sri Lanka
Il sistema delle caste nello Sri Lanka determina la suddivisione stratificata della società, influenzata dalle classiche caste dell'India, sia settentrionale sia meridionale. Gli antichi testi dello Sri Lanka come il Pujavaliya, il Sadharmaratnavaliya, il Yogaratnakaraya e le prove epigrafiche dimostrano che la gerarchia ha prevalso per tutto il periodo feudale. La stessa gerarchia delle caste si è protratta anche nel XVIII secolo, nel periodo britannico, continuando la tradizione fino alla fine della monarchia dello Sri Lanka.

### Europa

#### Zona dei Pirenei
Le popolazioni che vivevano sulla catena montuosa dei Pirenei al confine tra il nord della Spagna e il sud della Francia, chiamate cagots, si sono trovate per secoli in una posizione sociale simile a quella occupata dai fuori casta in India, i paria o dalit (tradotto in "intoccabili", ma più correttamente "oppressi").

Le testimonianze riguardanti i cagots risalgono per lo più al basso Medioevo: in tale periodo essi furono considerati dei reietti e furono oggetto di superstizioni popolari che vedevano in quelle persone i portatori di un misterioso morbo, subirono inoltre numerose persecuzioni e discriminazioni da parte dei popoli vicini nonostante l'opposizione della nobiltà che governava quelle terre e del papato.

## Metonimia nella politica
Il termine "casta" nel dibattito politico italiano è passato a indicare un gruppo ristretto di persone che, ricoprendo cariche pubbliche, difendono e incrementano privilegi personali ingiustificati. Ciò è conseguente al successo del libro di Gian Antonio Stella e Sergio Rizzo La casta - Così i politici italiani sono diventati intoccabili (pubblicato il 2 maggio del 2007). Il titolo del libro deriva da una frase di Walter Veltroni citata nel libro: 
In Spagna la parola "casta" fu usata con la stessa accezione nella retorica del partito politico Podemos durante il corso del 2014. A partire dall'anno successivo però non fu più utilizzata.